# Maccagno
Maccagno – miejscowość i gmina we Włoszech, w regionie Lombardia, w prowincji Varese.
Według danych na rok 2004 gminę zamieszkiwały 2003 osoby, 125,2 os./km².
4 lutego 2014 gmina została zlikwidowana.
Urodził tu się dyplomata papieski abp Angelo Pedroni.